# Michael Weichert

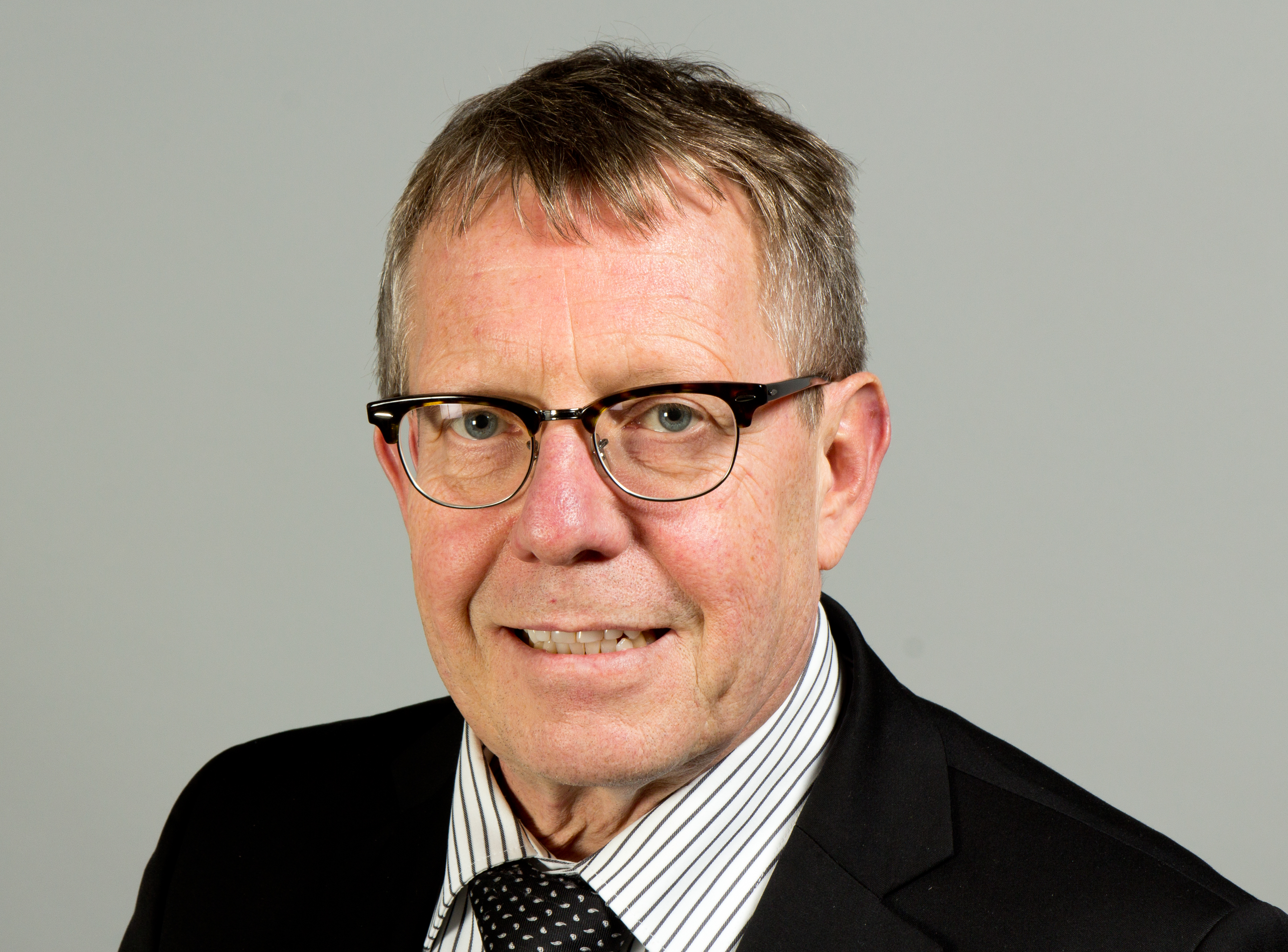
Michael Weichert, 2013

 Michael Johannes Weichert (* 22. Dezember 1953 in Neuenbürg) ist ein deutscher Politiker von Bündnis 90/Die Grünen. Von 2004 bis 2014 war er Mitglied des Sächsischen Landtags.

## Leben
Nachdem er die Polytechnische Oberschule (POS) nach der 10. Klasse abgeschlossen hatte, folgte 1970 bis 1972 eine Lehre mit Facharbeiterabschluss als Gasmonteur. 1972 begann er ein Theologiestudium, das er jedoch nicht abschließen durfte.
Die Ausbürgerung des Liedermachers Wolf Biermann 1976 bewog ihn, sich gemeinsam mit Freunden aktiv gegen das ungerechte System des DDR-Sozialismus zu engagieren. Dieses Engagement brachte ihm intensive Bespitzelung und eine Verhaftung durch die Staatssicherheit ein.
Von 1974 bis 1983 arbeitete er als Tankwart und Kellner. Nach einer Erwachsenenqualifizierung mit Facharbeiterabschluss als Kellner und Gaststättenleiter war Michael Weichert von 1983 bis Ende 2002 Selbstständig als Gastwirt der Leipziger Gaststätte „Sternhöhe“. 2003/2004 war er Projektleiter im Management der Bio-City Leipzig.
2007 gründete er die „WeichertConsult - Ratgeber, Kontakte, Netzwerke“, in der er seit dem Ausscheiden aus dem Sächsischen Landtag 2014 als geschäftsführender Gesellschafter wieder verstärkt tätig ist.

## Politik

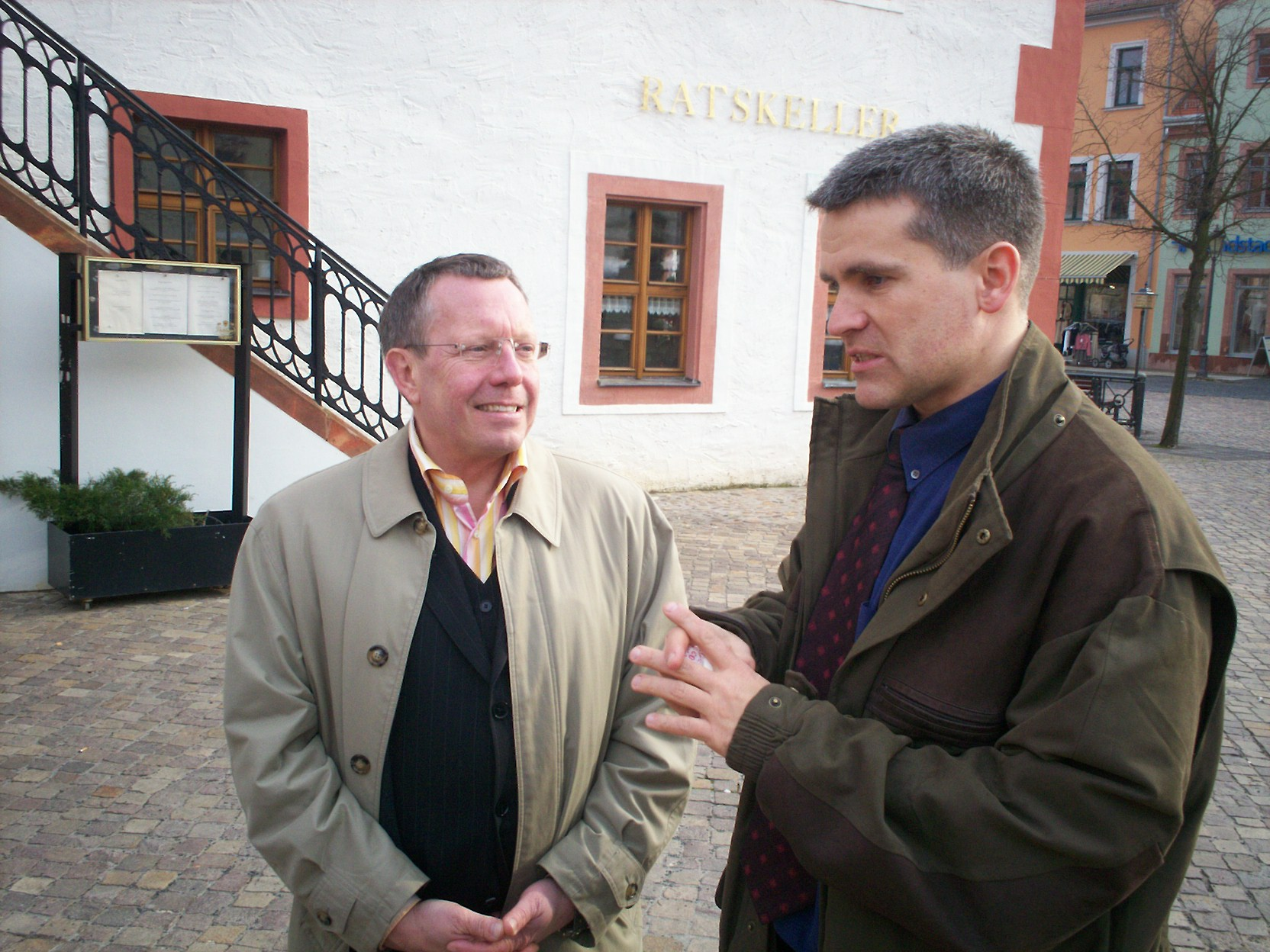
Michael Weichert (l., mit Matthias Berger) bei seinem Besuch am 20. Februar 2007 in Grimma

Michael Weichert war 1989 Gründungsmitglied des Neuen Forums in Leipzig, das sich mit weiteren Bürgerrechtsbewegungen für die ersten freien Wahlen in der DDR 1990 zum (Wahl-)Bündnis 90 zusammenschloss. 1991 folgte dann in Leipzig und Sachsen, 1993 auf Bundesebene die Vereinigung mit den Grünen zu Bündnis 90/Die Grünen. 1993–1999 war er Sprecher des Kreisverbandes Leipzig. 1994 wurde Weichert in den Stadtrat von Leipzig gewählt, wie auch 1999, 2004 und 2009. Von 1999 bis 2005 war Weichert Fraktionsvorsitzender im Stadtrat zu Leipzig. Nach seiner Wahl 2009 in den Stadtrat trat er von seinem Mandat wieder zurück, um sich auf die Arbeit im Landtag konzentrieren zu können.
Bei der Wahl zum Oberbürgermeister in Leipzig am 5. Februar 2006 war Michael Weichert der Kandidat von Bündnis 90/Die Grünen. Er konnte im ersten Wahlgang. nur 6,1 % auf sich vereinen und nahm am zweiten Wahlgang (26. Februar 2006) nicht teil.
Am 7. Juni 2015 kandidierte Michael Weichert als Landratskandidat von Bündnis 90/Die Grünen zur Landratswahl im Erzgebirgskreis und erzielte ein Ergebnis von 4,7 Prozent. Dabei handelte es sich um das beste Ergebnis, das ein Kandidat von Bündnis 90/Die Grünen im Erzgebirgskreis bis dahin kreisweit jemals erzielt hat.

## Landtag
Bei der Landtagswahl in Sachsen 2004 wurde er über den vierten Platz der Landesliste in den Landtag gewählt.
2009 wurde er für eine weitere Legislatur wiedergewählt (Landesliste, 4. Platz).
Von 2004 bis 2012 war Weichert stellvertretender Fraktionsvorsitzender.
Seit 2004 war er
- Sprecher seiner Fraktion für Wirtschaft, Tourismus, Landwirtschaft und Verbraucherschutz
- Vorsitzender des Bewertungsausschusses und Mitglied im Ausschuss „Wirtschaft, Arbeit und Verkehr“
- Stellvertretender Vorsitzender der „Parlamentarischen Gruppe Bahn“
- Stellvertretendes Mitglied im „Haushalts- und Finanzausschuss“ sowie im Ausschuss „Umwelt und Landwirtschaft“.

2010 kamen folgende Aufgaben hinzu:
- Juni: Vizepräsident des „Parlamentarischen Forums Mittel- und Osteuropa“
- Oktober: Vizepräsident des Landesverbandes Sachsen des Deutschen Jugendherbergswerk sowie Wahl in die Enquete-Kommission „Strategien für eine zukunftsorientierte Technologie- und Innovationspolitik im Freistaat Sachsen“.

Bei der Landtagswahl 2014 verpasste er auf Listenplatz 16 den Wiedereinzug in den Landtag.

## Ehrenamt
Im Mai 1992 gründete Michael Weichert gemeinsam mit engagierten Bürgern den Stadtteilbürgerverein „Möckern-Wahren e.V.“ und gab die Stadtteilzeitung „Viadukt“ heraus.
Im Juli 1997 gründete er, gemeinsam mit Freunden und Wegbegleitern, den „Verein zur Förderung der Städtepartnerschaft Leipzig-Travnik e.V.“, dessen Vorsitzender er seitdem auch ist. Im April 2003 wurde die Städtepartnerschaft von den beiden Stadträten beschlossen und am 2. Mai von den Bürgermeistern Leipzigs und Travniks (Bosnien und Herzegowina) unterzeichnet.
Seit seiner Gründung hat der Verein unterschiedliche Projekte in verschiedenen Bereichen durchgeführt u. a. Unterstützung beim Wiederaufbau des Kino in Travnik, die Gestaltung des „Leipziger Platz“, Vermittlung von Praktika bei den Leipziger Verkehrsbetrieben (LVB) für Travniker Schüler. Außerdem bestehen Partnerschaften zwischen der Albert-Schweitzer-Schule in Leipzig und dem Behindertenzentrum in Novi Travnik sowie dem Kreativzentrum Grünau und dem Tanzstudio „Maya“. Bei den 9. Offenen Thüringer Tanzmeisterschaften 2010 in Erfurt traten die Tänzerinnen des Kreativzentrums Grünau und des Tanzstudios Maya mit einer gemeinsamen Choreografie „Magie der Nacht“ an. Sie gewannen damit den 1. Platz sowie den Publikums-Preis.
Des Weiteren gibt es zahlreiche Projekte in den Bereichen Kita, Schule, Sport, Religion, Krankenhaus, Verwaltung, Zivilgesellschaft, Kunst, Kultur und Versorgungswirtschaft.
Jedes Jahr findet eine Bürgerreise nach Travnik statt, meist zu Himmelfahrt.
Für sein Engagement in der mittelbosnischen Stadt wurde Michael Weichert am 2. Mai 2008 zum Ehrenbürger der Stadt Travnik ernannt und im Juni zum Honorarkonsul von Bosnien und Herzegowina ernannt.
Am 10. Oktober 2009 wurde dem Verein der „Bürgerpreises des Europäischen Parlaments 2008“ verliehen.
Seit 2010 ist Michael Weichert Mitglied im "Freundes- und Förderverein Zoo Leipzig e.V." (FFV). Im April 2014 wurde er zum Präsidenten des FFV gewählt.
Im Januar 2024 wurde Weichert in das Präsidium des 1. FC Lokomotive Leipzig berufen.